# 1938 în literatură
Anul 1938 în literatură a implicat o serie de evenimente și cărți noi semnificative. 

## Cărți noi
- Enzo Mainardi — scriitor, muzician, poet și pictor, membru important al mișcării artistice futuriste, publică la Antonimi, Milano, Istantanee e illusioni – Instantanee și iluzii, ediția a 3-a (pentru primele ediții, vedeți 1921 și 1922)

## Premii
- Premiul Nobel pentru Literatură: